# Muttler
Le Muttler est le point culminant, avec 3 296 mètres d'altitude, du massif de Samnaun et se situe dans la commune de Samnaun dans le canton des Grisons en Suisse.

## Toponymie
Le nom de ce sommet provient du terme rhéto-roman muot ou motta, qui désigne un dôme arrondi.

## Géographie

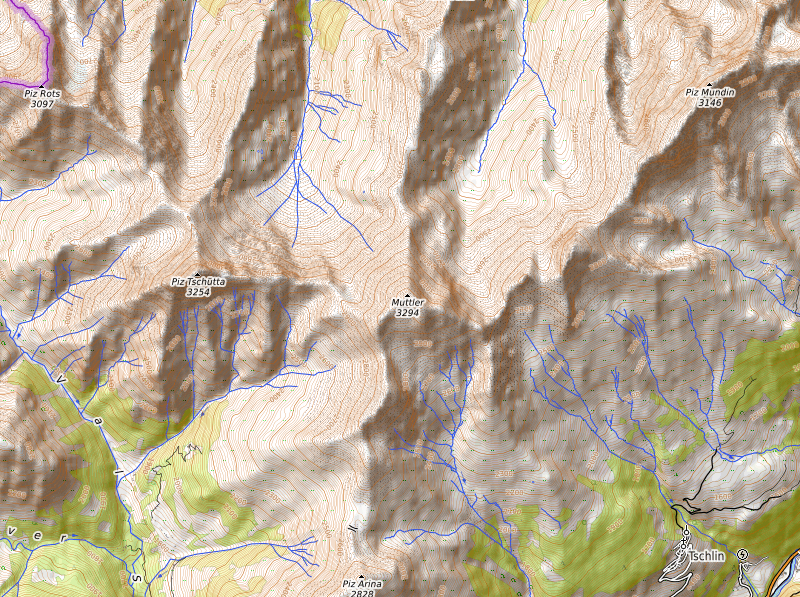
Carte topographique.

Le Muttler se situe dans la partie méridionale du massif de Samnaun, entre la vallée de Samnaun au nord et l'Engadine au sud. Il est bordé au sud par le Piz Nair (3 018 m) et le Piz Arina (2 828 m). À l'ouest, le Furcla Maisas (2 848 m) le sépare du Stammerspitze (3 254 m). À l'est, le mont est voisin du Piz Salet (2 971 m) et du Piz Malmurainza (3 038 m). Au nord une ligne de crête le relie au Maisasjoch (2 710 m) et au Piz Motnair (2 731 m).
En dépit de son altitude élevée, approchant 3 300 mètres, le Muttler ne possède presque aucun glacier. Sur le flanc ouest uniquement, un peu en dessous du Maisasjoch, on trouve un petit névé derrière lequel sont lotis les restes d'un glacier. Sur les faces nord et ouest, la montagne est marquée par des éboulis. Seule sa puissante face nord, qui tombe à pic du sommet jusqu'au val Sampuoir sur plusieurs centaines de mètres, atteste sa hauteur. Les roches qui composent le Muttler sont principalement des schistes des Grisons.
Du sommet du Muttler, la vue s'étend de la région de la Zugspitze à la région du Säntis, en passant par les Alpes de l'Ötztal (Wildspitze, Weissseespitze, Weisskugel), le massif de l'Ortles, la chaîne de la Bernina et le massif de Silvretta.

## Histoire
La première ascension du Muttler est réalisée le 29 juin 1858 par Johann Jakob Weilenmann. En 1884 est défini un point trigonométrique. Entre 1972 et 2011 est installée une station émettrice sur la crête ouest non loin du sommet, qui fournissait le signal télévision à la commune de Samnaun. La station émettrice a été démontée et retirée en 2011. Il n'en reste que la plateforme en hélice, laissée pour les situations d'urgence.

## Ascension

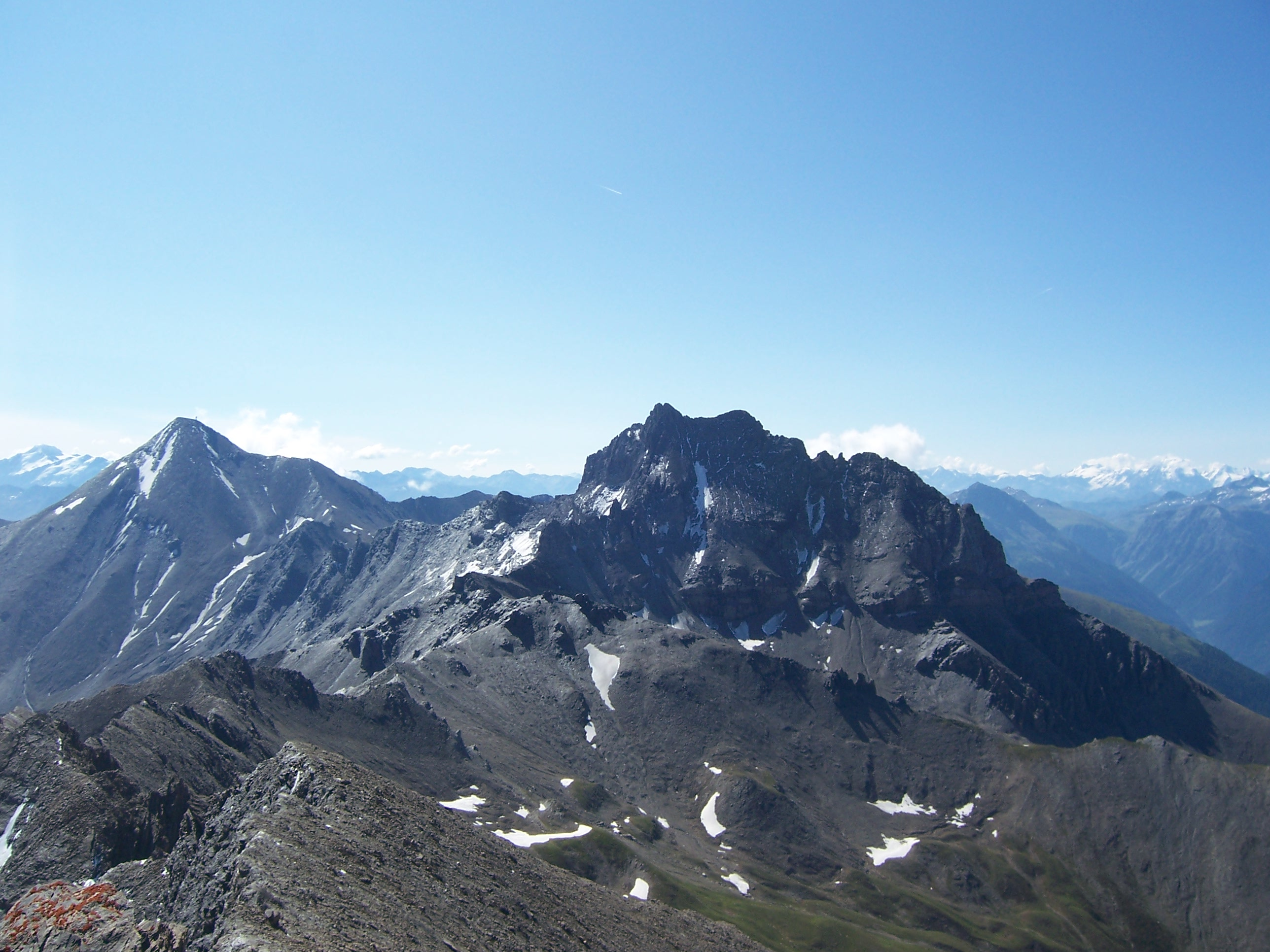
Vue du Muttler depuis le Piz Rots

L'ascension du Muttler est relativement facile. Il est également possible d'en faire le tour à ski en hiver.
La voie la plus courte et la plus empruntée pour atteindre le sommet part de Samnaun (1 884 m), se poursuit du val Maisas au Rossboden (2 330 m), emprunte la crête nord jusqu'à 2 756 m puis jusqu'au sommet. La crête nord peut également être atteinte par le val Sampuoir (arrêt car postal Hof da Fans).
Une autre voie d'accès, non balisée mais facilement identifiable et sécurisée, part du Maisasjoch (ou Fuorcla da Maisas, 2 907 m, en passant par Samnaun puis par le val Sinestra), suit la crête ouest jusqu'à 3 145 m d'altitude, et de là par la crête sud jusqu'au sommet. L'ascension est également possible en partant du val Maisas, par la face nord-ouest. Mais aucun sentier n'existe.
La face sud, très escarpée et en éboulis d'ardoise, permet d'atteindre le val Nai, mais sans sentier balisé. De là on trouve des chemins de randonnées vers le Tschlin et le Vnà.
Les chemins qui passent par les crêtes est et sud sont plus difficiles.